# Morti nell'827
| Questa pagina contiene informazioni ricavate automaticamente dalle voci biografiche con l'ausilio del template Bio e di un bot. L'aggiornamento è periodico e automatico e ricostruisce completamente la pagina. Se manca una persona in questa lista, sei pregato di non aggiungerla, ma accertati piuttosto che la sua voce biografica contenga il template Bio e che i dati anagrafici siano correttamente compilati. Se il template Bio manca, inseriscilo tu stesso o, in alternativa, metti l'avviso {{tmp\|Bio}} che ne segnala la mancanza. Se i dati riportati sono sbagliati, correggi direttamente la voce biografica; le modifiche saranno visibili in questa lista entro pochi giorni. Per chiarimenti vedi il progetto biografie. La lista contiene solo le 10 persone che sono citate nell'enciclopedia e per le quali è stato implementato correttamente il template Bio. Pagina aggiornata al 2 ago 2025. |

- 2 gennaio - Adelardo di Corbie, abate e santo franco (n. 752)
- 19 giugno - Hildegrim di Chalons, vescovo cattolico francese
- 27 agosto - Papa Eugenio II, papa e cardinale italiano
- 10 ottobre - Papa Valentino, papa, vescovo e cardinale italiano
- Claudio I, vescovo spagnolo
- Cristoforo Damiata, vescovo bizantino (n. 781)
- Ealhmund del Kent, sovrano anglosassone (n. 745)
- Ishoʿ bar Nun, vescovo cristiano orientale e scrittore siro
- Ludeca di Mercia, re
- Agnello Partecipazio, politico